# Vlag van Heilig Kruis

Vlag van Heilig Kruis
(sinds 2013)

Vlag van Heilig Kruis
(2001-2013)

De vlag van Heilig Kruis is een rechthoek die in vier delen is verdeeld. Het linkerdeel is voorzien van een gele verticale streep, waarvan het gewicht gelijk is aan 1:4 van het gewicht van de vlag. Het rechterdeel is verdeeld in drie horizontale strepen, dat wil zeggen van boven naar beneden: blauw, wit en rood. In het midden van de witte streep staat het wapen van het woiwodschap. De eerste versie van de vlag werd in 2001 aangenomen en de huidige versie wordt sinds 28 december 2012 gebruikt.
De vlag heeft een opmerkelijke vorm: de twee hoeken aan de hijszijde zijn negentig graden, maar aan de andere zijde is de breedte aan de bovenkant ongeveer dubbel zo lang als aan de onderkant. De hoek rechtsboven is spits, terwijl de rand van de vlag rechtsonder een bocht maakt. Op de vlag staat een gekroonde adelaar in een rood veld, dat aan drie zijden wit omrand is.
In overeenstemming met de regels van de heraldiek en vexillologie zijn de kleuren van de vlag een weergave van die in het wapen van de woiwodschap Heilig Kruis.

## Voorgaande vlag
De eerste versie van de vlag was op 28 mei 2001 goedgekeurd door de provinciale raad van Heilig Kruis. Het was een rechthoek waarvan de hoogte-breedteverhouding 5:7 was, die in vier delen was verdeeld. Het linkerdeel is voorzien van een gele verticale streep, waarvan de breedte gelijk is aan 1:5 van de breedte van de vlag. Het rechterdeel was verdeeld in drie gelijke horizontale strepen, die van boven naar beneden waren: blauw, wit en rood. De middelste witte streep werd geplaatst op het wapen van het woiwodschap, dat een wapenschild in Iberische stijl was, met vierkante bovenkant en afgeronde basis, dat is verdeeld in het schaakbordpatroon van 2 bij 2. De velden linksboven en rechtsonder zijn blauw, terwijl rechtsboven wit is en linksonder uit acht strepen bestaat, die vanaf de bovenkant afwisselend rood en wit kleuren. In het veld linksboven staat een geel patriarchaal kruis. Het veld rechtsboven toont een witte adelaar met gele kroon en poten. Het veld linksonder bevat negen gele zespuntige starts, geplaatst in drie rijen, elk met drie sterren.